# بلا باناتی
 بلا هینریچ باناتی (۱ دسامبر , ۱۹۱۹ – ۴ سپتامبر , ۲۰۰۳) یک مجارستانی زبان‌شناس, دانشمند سامانه‌ها و استادی در دانشگاه ایالتی سن خوزه و دانشگاه برکلی بود. باناتی همچنین مؤسس برنامهٔ گوزن سفید که در آمریکا فراگیر شد و مؤسسه بین‌المللی سامانه‌ها بود. با نوآوری‌هایی مانند: بنیانگذاری گروه پژوهش تکامل عمومی و "مذاکره"-ساختار رایزنی جهت دار و یک استاد مؤثر در نظریه سیستم‌ها و نویسنده پرطرفدار و مورد احترام بود.